# Juan de la Barrera
Juan de la Barrera är en ort i Mexiko.   Den ligger i kommunen Jáltipan och delstaten Veracruz, i den sydöstra delen av landet, 500 km öster om huvudstaden Mexico City. Juan de la Barrera ligger 42 meter över havet och antalet invånare är 127.
Terrängen runt Juan de la Barrera är platt. Runt Juan de la Barrera är det ganska tätbefolkat, med 179 invånare per kvadratkilometer. Närmaste större samhälle är Acayucan, 16,7 km väster om Juan de la Barrera. Omgivningarna runt Juan de la Barrera är en mosaik av jordbruksmark och naturlig växtlighet.